# 515812 Pueo
515812 Pueo este o planetă minoră (asteroid) din centura de asteroizi. A fost descoperită pe 20 octombrie 2012 la Haleakalā Observatory⁠(d) de . 
Obiectul prezintă o orbită caracterizată de o semiaxă mare de 2,3357318261566 UAi, o excentricitate de 0,13548594828823, o înclinație de 7,5364512552027 ° în raport cu ecliptica.